# Powder Springs, Georgia
Powder Springs är en stad (city) i Cobb County, i delstaten Georgia, USA. Enligt United States Census Bureau har staden en folkmängd på 14 133 invånare (2011) och en landarea på 18,6 km².